# محمد سلمان (مخرج)
محمد سلمان عبد الكريم الصفار (ولد في 23 ديسمبر 1976 في المنطقة الشرقية)، مخرج سعودي.

## التعليم
حصل على بكالوريوس فنون جميلة من جامعة الملك سعود بالرياض عام 1998.

## الحياة الفنيّة
عمل في عدة مجالات فنية، وشاركت أفلامه العديد من مهرجانات محلية ودولية منها، مهرجان بالم سيبريغ الدولي للأفلام القصيرة، مهرجان دبي السينمائي الدولي. حصد العديد من الجوائز منها: جائزة أفضل مخرج عن فيلم «ثوب العرس» بمسابقة أفلام الرياض 2018، وجائزة أفضل تصميم إنتاج عن فيلم «أسود» بمهرجان أفلام السعودية 2019، جائزة لجنة التحكيم لفيلم أسود بمهرجان رأس الخيمة للفنون البصرية 2020.

### الأعمال
- 2010: فلم الخامس والعشرون.
- 2012: فلم السيكل.[3]
- 2014: فلم شارع خلفي.
- 2014: فلم مخيال.[4][5]
- 2015: فلم قاري.[6]
- 2016: أصفر (فيلم وثائقي).[7]
- 2017: فلم ثوب العرس.[8][9]
- 2019: أسود (فيلم وثائقي).

## الترشيحات والجوائز
- جائزة أفضل موسيقى تصويرية لفلم آيس كريم للمخرج محمد الباشا 2010.
- جائزة أفضل موسيقى عن مسرحية كسر حاجز الصوت للمخرج محمد الحلال بمسابقة العروض القصيرة بالدمام -2004.
- جائزة أفضل موسيقى تصويرية عن مسرحية من تجليات الباب للمخرج مالك القلاف بمسابقة العروض القصيرة بالدمام 2009.
- جائزة الثانية في التصوير الفوتفرافي بمسابقة أوروبا في عيون سعودية 2012.
- مرشح لجائزة المونتاج لفلم صانع الأفلام بمهرجان الأفلام السعودي 2012.
- مرشح لجائزة أفضل مخرج لفلم السيكل بمهرجان الفلم السعودي 2013.[10]
- جائزة أفضل إخراج لفلم السيكل بمهرجان الفلم السعودي 2013.
- جائزة أفضل فلم بمهرجان ترانيم لفلم الخامس والعشرون 2011.
- جائزة أفضل مخرج بمهرجان ترانيم لفلم الخامس والعشرون 2011.
- جائزة أفضل فيلم روائي قصير بلغة اجنبية بمهرجان هوليود الدولي للصورة المتحركة 2015.
- جائزة أفضل مونتاج بمهرجان مالطا للأفلام عن فلم قاري 2015.[6]
- جائزة النخلة الذهبية لفلم أصفر في مهرجان أفلام السعودية 2016.
- الجائزة الفضية بمهرجان السينما الخليجي 2016 عن فيلم اصفر.
- جائزة أفضل روائي قصير بالمهرجان الاسكندنافي الدولي للفيلم العربي 2016 عن فيلم قاري.[11]
- جائزة أفضل سيناريو عن فيلم مخيال بمهرجان تنغير الدولي بالمغرب 2016.
- ترشيح لجائزة أفضل مخرج لفيلم اجنبي عن فيلم مخيال بمهرجان السينما الدولي بلندن 2015.
- ترشيح لجائزة أفضل فيلم احنبي لفيلم مخيال بمهرجان السينما الدولي بلندن 2015.
- جائزة أفضل مخرج عن فيلم ثوب العرس بمسابقة الاقلام القصيرة بالرياض 2018.[12]
- جائزة القلم الذهبي 2025 (المركز الثاني) لأفضل سيناريو، وذلك عن سيناريو والنجم إذا هوى.[13]

## وصلات خارجية
- محمد سلمان على موقع IMDb (الإنجليزية)
- مقابلة مهرجان السينما العربية
- سينما شبابية